# Долговский (Урюпинский район)
Долговский — хутор в Урюпинском районе Волгоградской области России, в составе Акчернского сельского поселения.
Население — 274 (2010) человека.

## География
Хутор находится в степной местности, в пределах Хопёрско-Бузулукской равнины, являющейся южным окончанием Окско-Донской низменности, на левом берегу реки Акчерня и одного из озёр в пойме реки Хопёр (к юго-западу от хутора Дьяконовский 1-й). Центр хутора расположен на высоте около 80 метров над уровнем моря. Почвы — чернозёмы обыкновенные. Почвообразующие породы — пески. В пойме Хопра — почвы пойменные нейтральные и слабокислые.
По автомобильным дорогам расстояние до районного центра города Урюпинска составляет 22 км, до областного центра города Волгоград — 360 км.

## История
Дата основания не установлена. Первоначально известен как хутор Подгацкий. Хутор относился к юрту станицы Тепикинской, позже — станицы Дурновской, Хопёрского округа Области Войска Донского (до 1870 года — Земля Войска Донского). В 1859 году на хуторе Подгацком проживало 94 мужчины и 103 женщины. Большинство населения было неграмотным. Так, согласно переписи населения 1897 года на хуторе проживало 192 мужчины и 199 женщин, из них грамотных: мужчин — 20, женщин — нет. Согласно алфавитному списку населённых мест Области Войска Донского 1915 года земельный надел хутора составлял 2065 десятин, на хуторе проживали 270 мужчин и 272 женщины, имелись церковь Рождества Богородицы, хуторское правление и приходское училище.
В 1921 году хутор был включён в состав Царицынской губернии.
Постановлением президиума ВЦИК РСФСР от 19.11.1923 г. хутор Подгацкий Хопёрского округа переименован в хутор Будённого.
В 1928 году создано товарищество по совместной обработке земли. В 1930 году организован колхоз «Примерный». С 1928 года — в составе Урюпинского района Хопёрского округа (упразднён в 1930 году) Нижне-Волжского края (с 1934 года — Сталинградского края, с 1936 года Сталинградской области, с 1961 года — Волгоградской области). В 1958 году хутор Будённовский был переименован в хутор Долгий, а Будённовский сельсовет — в Акчеринский сельсовет.

## Население
Динамика численности населения по годам:
| 1859 | 1873 | 1897 | 1915 | 1989 | 2002 | 2010 |
| ---- | ---- | ---- | ---- | ---- | ---- | ---- |
| 115  | 197  | 391  | 542  | ≈370 | 258  | 274  |